# 7327 Crawford
7327 Crawford eller 1983 RZ1 är en asteroid i huvudbältet som upptäcktes den 6 september 1983 av den amerikanske astronomen Edward L.G. Bowell vid Anderson Mesa Station. Den är uppkallad efter den amerikanske astronomen David L. Crawford.